# Une lueur d'espoir (mini-série)
Pour les articles homonymes, voir Une lueur d'espoir.
Une lueur d'espoir (A Small Light) est une mini-série dramatique biographique américaine en 8 épisodes créée par Joan Rater (en) et Tony Phelan (en) et diffusée du 1er mai 2023 sur la chaîne de télévision National Geographic et le lendemain sur Disney+ et Hulu, jusqu'au 22 mai 2023,.
Elle retrace l'histoire de Miep Gies qui, pendant la Seconde Guerre mondiale à Amsterdam aux Pays-Bas, a secouru des Juifs et caché Anne Frank et sa famille des nazis,,.
Le titre de la série vient d'une citation de Miep Gies mentionnée à la fin du dernier épisode : « Even an ordinary secretary, housewife, or teenager can turn on a small light in a dark room. » (« Même une simple secrétaire, une femme au foyer ou un adolescent peut, à sa manière, éclairer une pièce sombre d'une lueur d'espoir. »)

## Synopsis
La secrétaire Miep Gies aide son employeur juif Otto Frank, sa famille et d'autres réfugiés juifs à se cacher pendant la Seconde Guerre mondiale après l'invasion allemande des Pays-Bas.

## Distribution
- Bel Powley (VF : Marie Tirmont) : Miep Gies
- Joe Cole (VF : Gauthier Battoue) : Jan Gies
- Liev Schreiber (VF : Thierry Hancisse) : Otto Frank
- Amira Casar (VF : Déborah Perret) : Edith Frank
- Billie Boullet (VF : Jaynelia Coadou) : Anne Frank
- Ashley Brooke (VF : Alice Orsat) : Margot Frank
- Andy Nyman (VF : Michel Mella) :  Hermann Van Pels
- Caroline Catz : Augusta Van Pels
- Rudi Goodman : Peter Van Pels
- Noah Taylor : Dr Friedrich "Fritz" Pfeffer
- Ian McElhinney (VF : Frédéric Cerdal) : Johannes Kleiman
- Sally Messham : Bep Voskuijl
- Nicholas Burns : Victor Kugler
- Sebastian Armesto (VF : Sébastien Desjours) : Max Stoppleman
- Liza Sadovy : Mme. Stoppelman
- Eleanor Tomlinson (VF : Adeline Moreau) : Tess
- Laurie Kynaston (VF : Gabriel Bismuth-Bienaimé) : Casmir
- Sean Hart (VF : Valentin Merlet) : Willem Arondéus
- Bill Milner : Tonny Ahlers
- Daniel Donskoï : Karl Josef Silberbauer

## Fiche technique
- Direction artistique : Nathalie Régnier
- Adaptation : Rachel Campard
- Studio : Dubbing Brothers

## Production

### Développement
En février 2022 il est annoncé que Disney + a donné son feu vert à la mini-série  commandée au National Geographic et écrite par les scénaristes Tony Phelan et Joan Rater connus pour leur travail sur la série télévisée Grey's Anatomy.

### Attribution des rôles
En avril 2022, les principaux acteurs sont engagés : Bel Powley dans le rôle de Miep Gies, Liev Schreiber dans celui d'Otto Frank et Joe Cole pour incarner Jan Gies. Ils sont rejoints en juin 2022 par Amira Casar (Edith Frank), Ashley Brooke (Margot Frank) et Billie Boullet (Anne Frank).

### Tournage
Le tournage a lieu durant l'été 2022 à Amsterdam aux Pays-Bas, Prague et Hradec Králové en Tchéquie,.

### Musique
La bande originale est composée par Ariel Marx et sort en album le 19 mai 2023.
Huit chansons sont également enregistrées par divers artistes. Entendues durant le générique de fin de chaque épisode, il s'agit de reprises de Doris Day, Charlie Parker, The Ink Spots, Larry Clinton et son orchestre, Ella Fitzgerald, Nat King Cole, Bing Crosby et Billie Holiday par Danielle Haim, Kamasi Washington, Sharon Van Etten avec Michael Imperioli, Angel Olsen, Weyes Blood, Remi Wolf, King Princess avec Orville Peck et Moses Sumney.
Les huit titres sortent le 23 mai 2023 sur un album intitulé A Small Light: Songs from the Limited Series.

## Liste des épisodes
1. Invasion (Pilot)
2. Bienvenue en Suisse (Welcome to Switzerland)
3. Mère patrie (Motherland)
4. Le Papillon (The Butterfly)
5. Scheissfeld (Scheißfeld)
6. Le Point d'ébullition (Boiling Point)
7. Ce qui peut être sauvé (What Can Be Saved)
8. Héritage (Legacy)